# Calostoma cinnabarinum
Calostoma cinnabarinum là một loài nấm trong họ Sclerodermataceae, là loài điển hình của chi Calostoma. Là một loài có phạm vi phân bố rộng khắp, loài nấm này mọc tự nhiên ở đông Bắc Mỹ, Trung Mỹ, đông bắc Nam Mỹ và Đông Á. C. cinnabarinum mọc trên mặt đất ở rừng rụng lá, nơi nó hình thành các nhóm rễ gắn liền với một cây sồi. Quả thể có màu và bề ngoài riêng biệt, đầu hình cầu màu đỏ tươi có đường kính khoảng 2 cm và cuống xốp màu đỏ hoặc màu nâu hơi vàng cao 1,5 đến 4 cm, được bao quanh bởi một lớp thạch màu hơi vàng.

## Phân loài

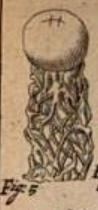
Minh họa của Plukenet trong năm 1692

Calostoma cinnabarinum có một lịch sử phân loài lâu dài. Leonard Plukenet đã minh họa một "Fungus pulverulentus virginianus caudice coralline topiario opere contorto" trong tác phẩm năm 1692 của ông Phytographia "không còn nghi ngờ gì nữa" là C. cinnabarinum. In 1809, Christiaan Persoon đã cung cấp miêu tả khoa học hiện đại lần đầu tiên, đặt tên Scleroderma callostoma, và kiến nghị rằng loài này có thể đủ riêng biệt để đảm bảo việc tạo một chi mới. Cuối năm đó, Nicaise Desvaux đã lập ra chi mới Calostoma. Để tránh tên lặp lại không cần thiết, ông đã đổi tên loài điển hình C. cinnabarinum.
Năm 1811, Louis Bosc đã không đề cập đến các tác phẩm sớm hơn khi ông miêu tả nó là Lycoperdon heterogeneum, dù ông cũng đã đề nghị loài này nên được đặt trong chi riêng của nó. Jean Poiret đã chuyển S. callostoma của Persoon sang Lycoperdon vào năm 1817, khi bao gồm L. heterogeneum Bosc một cách riêng biệt. Cùng năm đó, Nees von Esenbeck đã ghi nhận niềm tin của Bosc các loài xứng đáng chi riêng của mình và tạo ra Mitremyces, mà không cần tham khảo định danh trước đó của Desvaux sang Calostoma  Một bài báo năm 1825 bởi Edward Hitchcock gọi tên loài này với tên nhị thức hoàn toàn mới Gyropodium coccineum, mặc dù Hitchcock tuyên bố tên này đã được "thành lập" bởi Lewis Schweinitz, ông thừa nhận rằng không có mô tả như vậy đã được công bố trước đây, và tên và khẳng định nguồn gốc của nó được coi là đáng nghi ngờ.
Schweinitz đã có đóng góp cho việc phân loài của loài này. Năm 1822, ông đã chuyển Lycoperdon heterogeneum của Bosc sang Mitremyces dưới danh pháp M. lutescens. Ông xem xét lại chi một thập niên sau, mô tả M. cinnabarinum trong một loài mới. Tuy nhiên, mô tả không đầy đủ và các mẫu vật ghi nhãn sai gây ra nhầm lẫn. August Corda đã tách chúng ra một cách rõ ràng, cung cấp miêu tả mới, và chuyển tên cinnabarinum sang Calostoma dựa trên mô tả của Desvaux và Persoon, trong khi vẫn giữ lutescens trong Mitremyces. Tuy nhiên, trong chuyên khảo năm 1888 của George Massee về Calostoma đã coi nhẹ sự khác biệt hoàn toàn, cho rằng hai loài Schweinitz của chỉ đơn thuần là "các giai đoạn khác nhau của sự phát triển"  Năm 1897., Charles Edward Burnap xuất bản một mô tả mới của C. lutescens, thực hiện một sự phân chia rõ ràng giữa hai loài tương tự  mà không được sửa đổi đáng kể kể từ đó.
Các tài liệu tham khảo với loài này là "C. cinnabarina" là phổ biến, nhưng là một "lỗi Latin".
Tên cụ thể cinnabarinum có nguồn gốc từ tiếng Hy Lạp kinnabari (κινναβαρι), và đề cập đến màu "thủy ngân sulfur-đỏ", giống như màu của máu rồng.